# 悪寒
悪寒（おかん）とは、全身がぞくぞくとする不快な寒けのこと。発熱初期に感じ、ふるえが伴うこともある（悪寒戦慄、身震い）。
転じて、嫌な予感がするときなどに感じる独特の雰囲気を悪寒と呼ぶことがある。

## 原因
悪寒は通常、インフルエンザなどの炎症性疾患によって引き起こされる。悪寒戦慄は菌血症などの重要な症候となっている。

## 程度
体のふるえは、上着を羽織りたい程度の寒気（Mild chills）、厚い毛布を羽織りたい程度の悪寒（Moderate chills）、厚い毛布を羽織っても全身が震える程度の悪寒戦慄（Shaking chills）に分けられる。寒気（chilly）、悪寒（chill）、悪寒戦慄（shaking chill）に分けることもある。